# 10 Downing Street
10 Downing Street er en adresse i gaden Downing Street i City of Westminster i London, der er den britiske premierministers officielle residens og tjenestebolig. Efter at Robert Walpole etablerede traditionen i 1730'erne, har de fleste britiske premierministre boet i dette hus. Huset er dermed blevet et stærkt symbol for den britiske premierministers embede. Nr. 10 har bredt sig til venstre for indgangsdøren og har overtaget meget af nr. 12, som kan nås gennem en korridor der løber gennem nr. 11, hvor finansministeren har sin bolig.
I en periode i 1800-tallet var huset mindre populært blandt Storbritanniens ministre. Det var en følge af, at de fleste af dem var velhavere med betydeligt bedre boliger, som de foretrak at anvende. Huset var dengang også præget af dårlig vedligeholdelse.
I 1900-tallet blev det almindeligt, at premierministerens familie faktisk boede i huset. En undtagelse var Tony Blair, premierminister 1997 - 2007. Han og hans finansminister Gordon Brown flyttede til den nærliggende bygning, Downing Street 11, residensen for den britiske finansminister.
I 1982 under Margaret Thatcher begyndte man at sætte et juletræ op udenfor nr. 10.
Nr. 10 har ansat en Chief Mouser to the Cabinet Office, en kat i tjeneste som musejæger, for tiden Larry, der blev hentet fra kattehjemmet i bydelen Battersea i 2011.